# Mark Langston
Mark Edward Langston (ur. 20 sierpnia 1960) – amerykański baseballista, który występował na pozycji miotacza.

## Przebieg kariery
Langston studiował na San Jose State University, gdzie w latach 1979–1981 grał w drużynie uniwersyteckiej San Jose State Spartans. W czerwcu 1981 został wybrany w drugiej rundzie draftu przez Seattle Mariners i początkowo występował w klubach farmerskich tego zespołu, między innymi w Chattanooga Lookouts, reprezentującym poziom Double-A. W Major League Baseball zadebiutował 7 kwietnia 1984 w meczu przeciwko Milwaukee Brewers, w którym rozegrał 7 inningów, zaliczył 5 strikeoutów, oddał 4 uderzenia, dwa runy i zanotował zwycięstwo. W sezonie 1984 zaliczył najwięcej strikeoutów w American League (204), a w głosowaniu do nagrody AL Rookie of the Year Award zajął 2. miejsce za kolegą z zespołu Alvinem Davisem. Jako zawodnik Mariners raz wystąpił w Meczu Gwiazd i dwa razy zdobył Złotą Rękawicę.
W maju 1989 w ramach wymiany zawodników przeszedł do Montreal Expos, zaś w grudniu 1989 podpisał kontrakt jako wolny agent z California Angels. 11 kwietnia 1990 w meczu przeciwko Seattle Mariners wraz z Mikiem Wittem zaliczył ósmego w historii klubu no-hittera. Ponadto jako zawodnik Angels trzykrotnie był powoływany do AL All-Star Team i pięć razy zdobył Złotą Rękawicę. Grał jeszcze w San Diego Padres i Cleveland Indians. W momencie zakończenia zawodniczej kariery miał na koncie 91 pickoffów, co było wówczas rekordem MLB; statystykę oficjalnie wprowadzono w 1974 roku.

## Nagrody i wyróżnienia
| Nagroda/wyróżnienie | Lata                   | Źródło |
| 4× All-Star         | 1987, 1991, 1992, 1993 | [ 2 ]  |
| 7× Gold Glove Award | 1987, 1988, 1991–1995  | [ 2 ]  |